# Altwarp
Altwarp (pol. hist. Stare Warpno) – gmina w Niemczech, w kraju związkowym Meklemburgia-Pomorze Przednie, w powiecie Vorpommern-Greifswald, wchodzi w skład Związku Gmin Am Stettiner Haff. Leży w Puszczy Wkrzańskiej nad Zatoką Nowowarpieńską i Zalewem Szczecińskim, przy granicy polsko-niemieckiej, na Pomorzu Zachodnim. Liczy 458 mieszkańców (31 grudnia 2018).

## Historia
Najstarsza wzmianka o miejscowości pochodzi z 1136. Znajdowała się pod władzą zachodniopomorskiej dynastii Gryfitów do XVII w.
Od sierpnia do września 1945 r. znajdowała się w Polsce, na obszarze Okręgu III Pomorze Zachodnie Ziem Odzyskanych. Na podstawie umowy dwustronnej z 21 września 1945 r. została zwrócona Niemcom.

### Przynależność polityczno-administracyjna Altwarp
- 1815–1866: Związek Niemiecki, Królestwo Prus, prowincja Pomorze, rejencja szczecińska, powiat Anklam (1815–1818), powiat Ueckermünde
- 1866–1871: Związek Północnoniemiecki, Królestwo Prus, prowincja Pomorze, rejencja szczecińska, powiat Ueckermünde
- 1871–1918: Cesarstwo Niemieckie, Królestwo Prus, prowincja Pomorze, rejencja szczecińska, powiat Ueckermünde
- 1919–1933: Rzesza Niemiecka, kraj związkowy Prusy, prowincja Pomorze, rejencja szczecińska, powiat Ueckermünde
- 1933–1945: III Rzesza, prowincja Pomorze, rejencja szczecińska, powiat Ueckermünde
- 1945: Rzeczpospolita Polska, Okręg III Pomorze Zachodnie
- 1945–1949: Radziecka strefa okupacyjna, Meklemburgia-Pomorze Przednie
- 1949–1952: Niemiecka Republika Demokratyczna, kraj związkowy Meklemburgia
- 1952–1989: Niemiecka Republika Demokratyczna, Okręg Neubrandenburg, powiat Ueckermünde
- 1990–teraz: Niemiecka Republika Federalna, Meklemburgia-Pomorze Przednie

↑ źródła

## Zabytki
- kościół z dzwonnicą przykościelną
- plebania
- stare domy
- cmentarz żołnierzy sowieckich

## Galeria

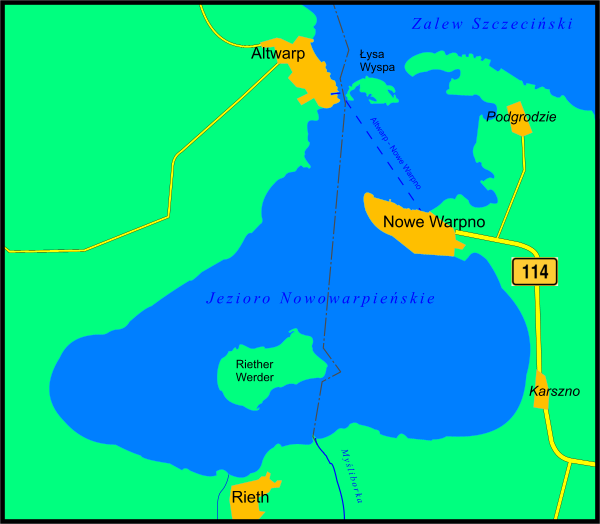
Położenie na planie Nowego Warpna
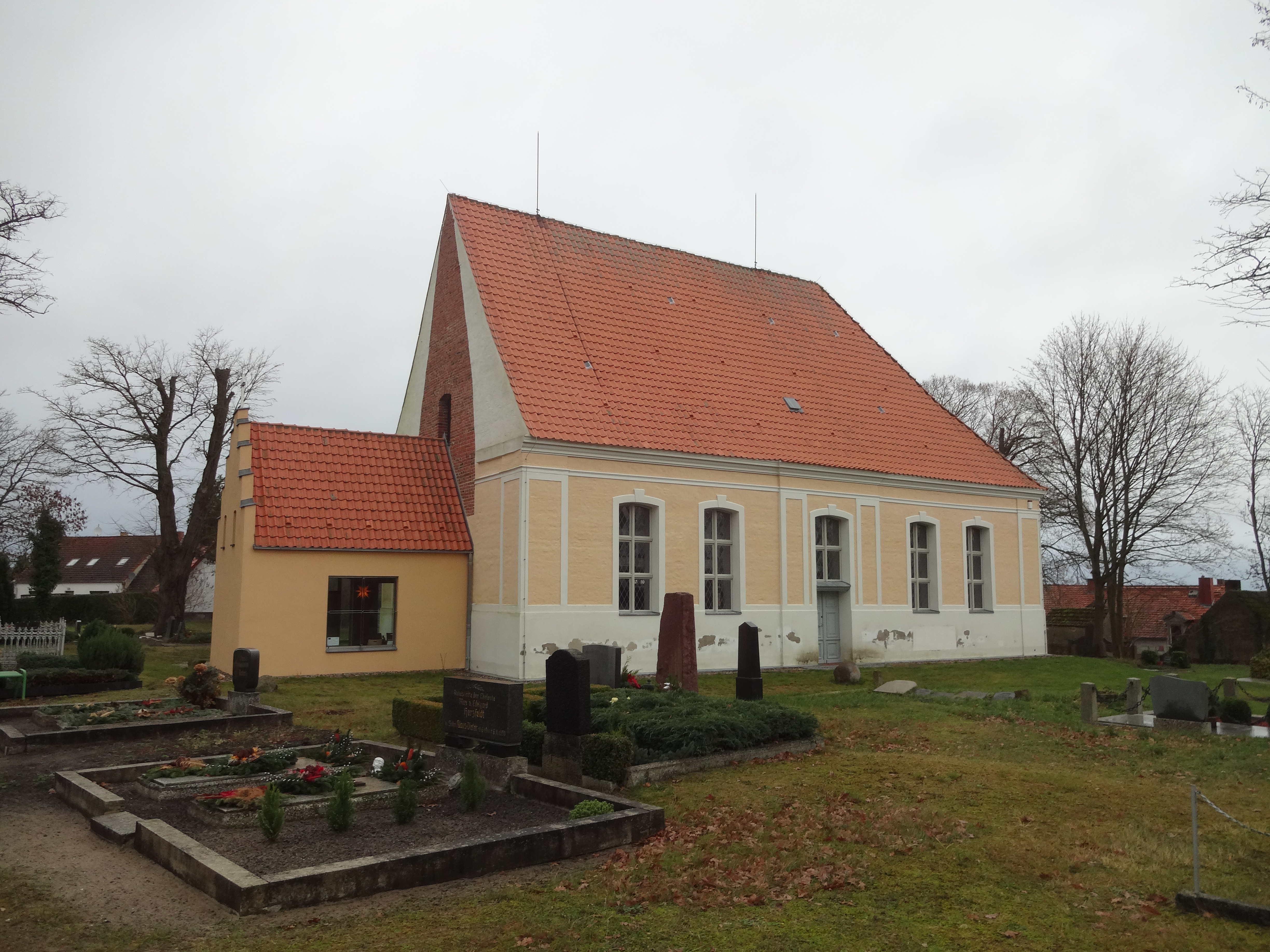
Zabytkowy kościół
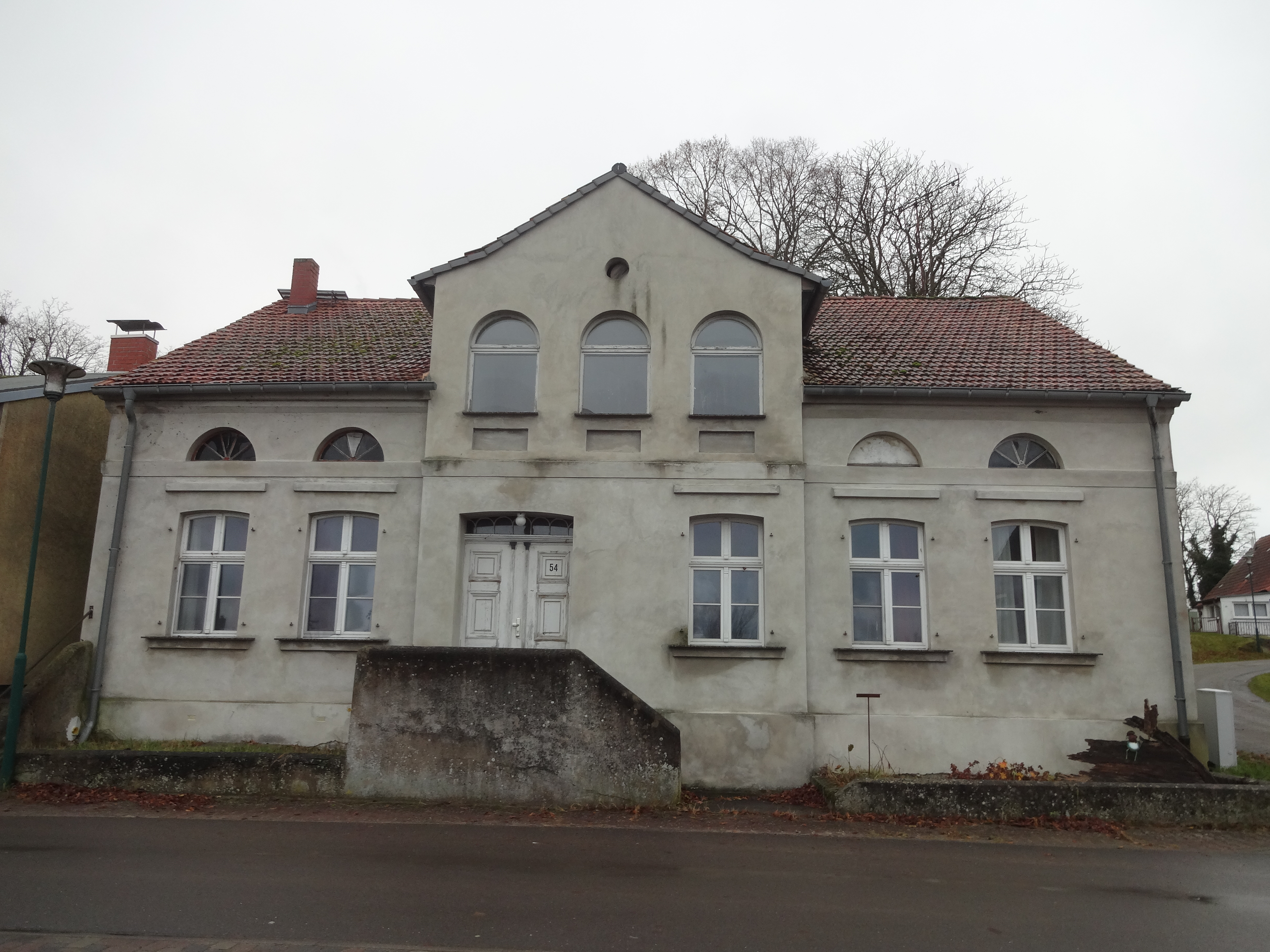
Zabytkowa plebania
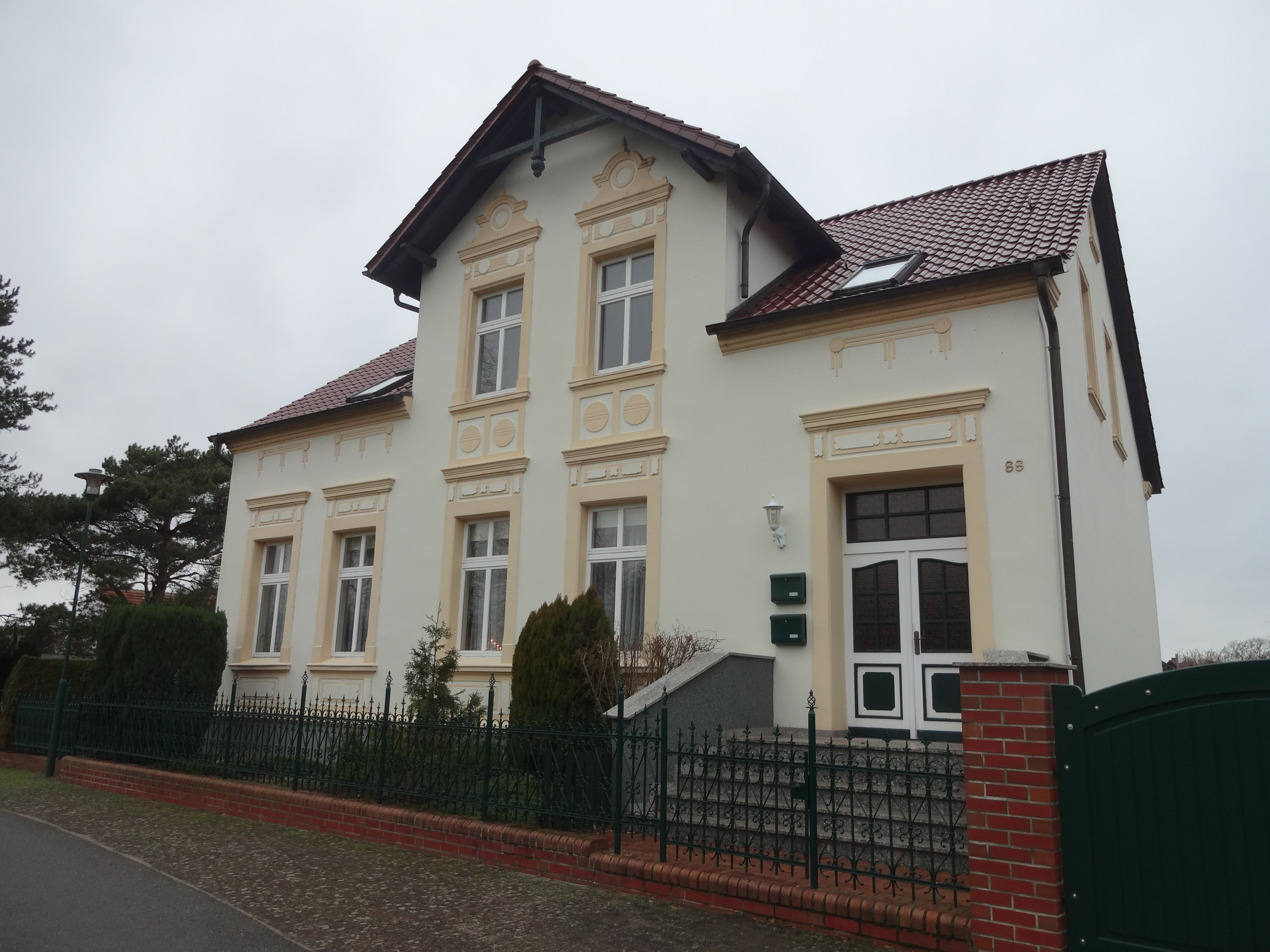
Zabytkowy dom
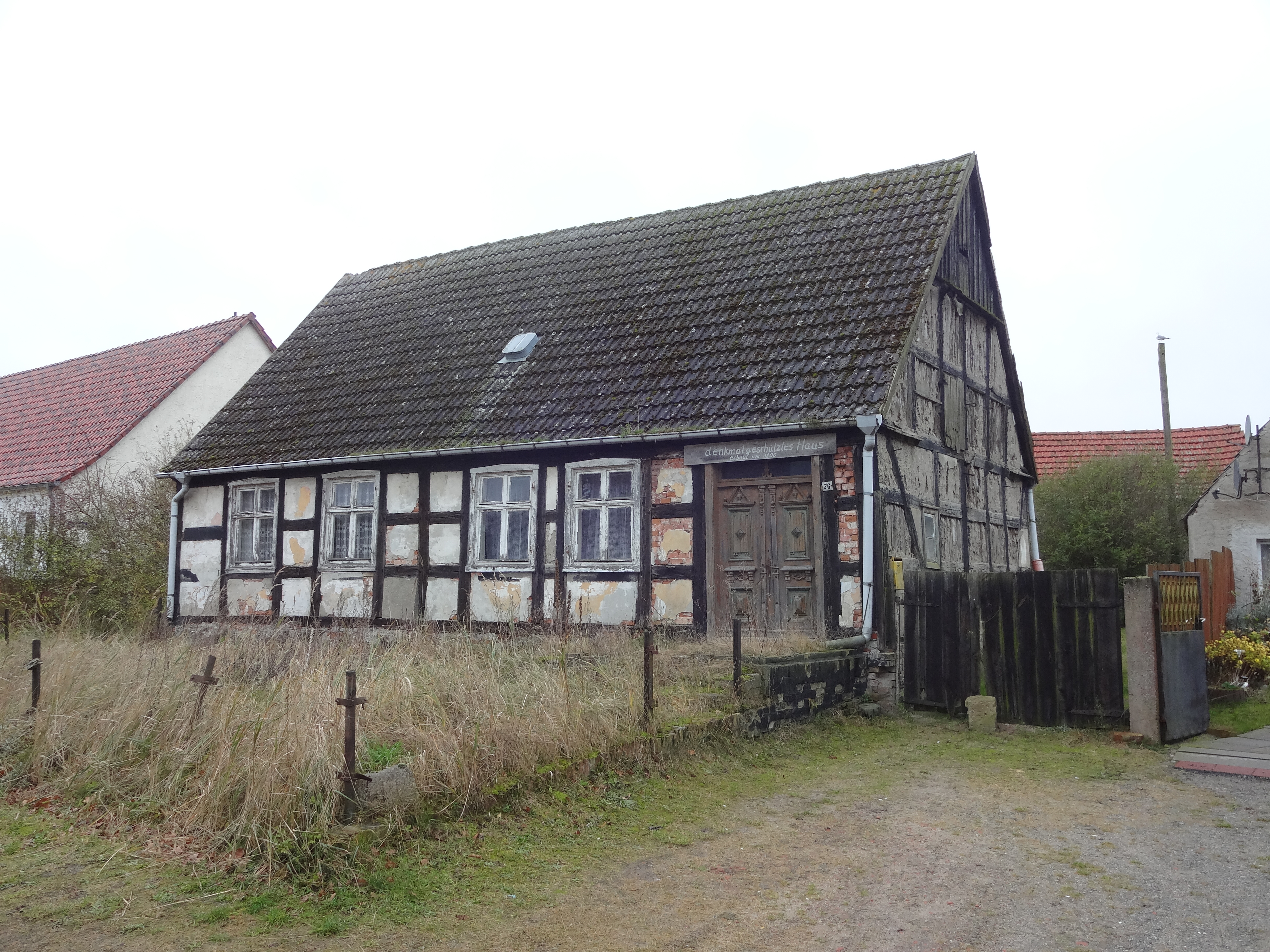
Zabytkowy dom